# نورايسا
نورايسا (بالنرويجية: Nordreisa) هي بلدية في مقاطعة ترومس وفينمارك في النرويج. المركز الإداري للبلدية هو قرية ستورشليت Storslett وتشمل عدة قرى أخرى.
تتكون البلدية من وادي ونهر رايسا وغابات صنوبرية كثيفة، وتحيط بها الجبال والهضاب العالية. ويعيش معظم سكانها في ستورشليت حيث يلتقي النهر مع الخلل. يوجد في البلدية مطار في سورشوين، كما يمر الطريق الأوروبي E6 عبر الجزء الشمالي منها.
تبلغ مساحتها 3,437 كيلومتر مربع (1,327 ميل2) وتحتل المرتبة التاسعة من حيث المساحة بين بلديات النرويج، وهي البلدية رقم 183 من حيث عدد السكان حيث يبلغ عدد سكانها 4861، أي بكثافة سكانية 1.5 نسمة لكل كيلومتر مربع (3.9/ميل2).